# 太平天国侍王府
參數所指定的目標頁面不存在，建議更正成存在頁面或直接建立下列一個頁面（建立前請先搜尋是否有合適的存在頁面可以取代）：
- 通元庙

29°06′18″N 19°39′37″E / 29.10500°N 19.66028°E

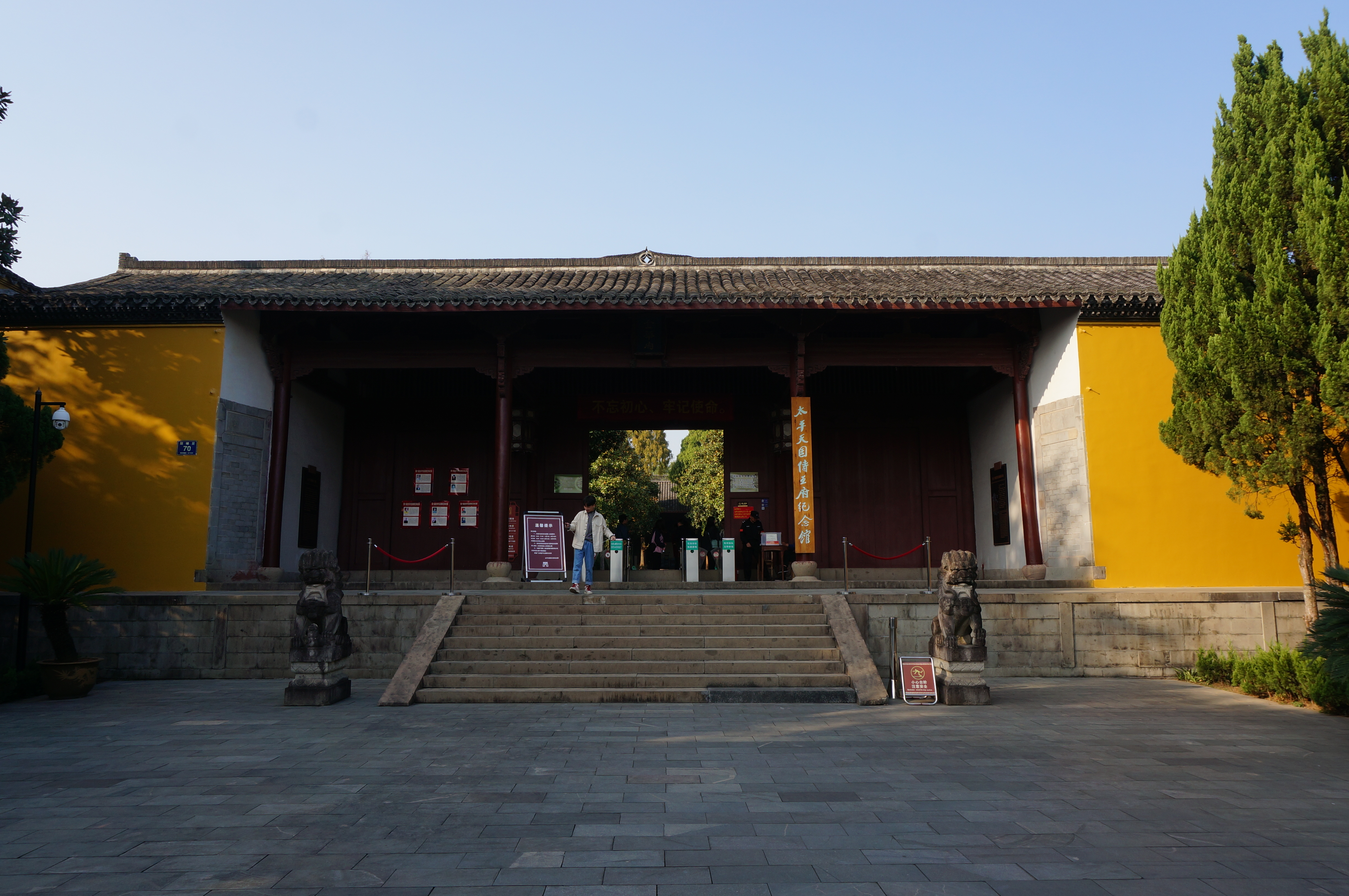
太平天国侍王府大门

太平天国侍王府位于中国浙江省金华市婺城区鼓楼里70号，历史上曾用作唐宋婺州州署、明代巡按御史行台、清代金华府试院和太平天国侍王李世贤王府，建筑由东院、西院、练兵场和后花园（内有水池、假山等）等组成，为现存太平天国建筑中保存最完整、规模最宏大、壁画等艺术品最多的一处。

## 历史
太平天国侍王府历史上长期为衙署所在地，东院唐宋时为婺州州署，元代改为浙东道宣慰司署、肃政廉访司署（婺州路署迁往宋代添差通判厅故址），明代为巡按御史行台，清顺治三年（1646）改为金华府试院（其原址在祠堂巷东）。西院宋代为通判厅，元代为行御史台，明洪武五年（1372）建金华千户所。清咸丰十一年（1861）太平军侍王李世贤部攻克金华，时金华府署与县署均毁，遂利用试院和千户所旧址改建王府，作为在浙江的指挥中心，至咸丰十三年（1863）年太平军撤出金华为止。此后东院仍用作金华府试院，西院则被用作金华府通判、经历两署，原室内壁画被石灰覆盖，直至1963年维修时被发现。

## 建筑
太平天国侍王府原位于金华府城内东南、子城内东北，南面正对原子城南门保宁门（其上建有谯楼，又名鼓楼（见金华县城图）、镇东楼，近年重建），西南原为金华府署和府学，北面尚有子城城墙遗存十余米。保宁门后、照壁前原有明代为许弘纲所立大中丞坊（今已不存）。
- 清光绪二十年（1894）《金华县志》金华县城图，试院位于府城东南、子城东北。
- 侍王府模型，自西向东
- 侍王府平面图

东院建筑为太平天国时期利用原试院改建（其中照壁为新建），用于举行会议和决策。建筑中轴线上依次为照壁、大门、仪门（今存遗址）、大堂、穿堂、二堂、穿廊和三堂（耐寒轩），大门、仪门和大堂各五间，二堂三间，左右有附房各三间，三堂七间，大堂前原有东西号舍各五重（今已不存），三堂前有东西厢房各两间，均为硬山顶，三堂前院内有千年古柏两棵。院前照壁高7.6米，宽17.2米，四周有龙凤石雕和砖雕装饰，正中原有直径1.24米，重达1吨的石雕团龙，现另藏于金华市博物馆。大堂原为李世贤举行重要军事会议的场所，面阔五间，进深八檩，明、次间梁架为内五架用二柱加前后双步廊再加后双步廊，稍间增加中柱，硬山顶。
西院建筑为太平天国时期新建，用于侍王办公和居住，其南侧原为练兵场。建筑中轴线上依次为门厅、穿廊、前厅（侍王办公用房）、中厅（侍王居住用房）和后楼（侍王部属和卫士用房）四进。门厅和前厅各九间，中厅七间，以上建筑中部三间与两侧之间设隔墙，后楼九间，均为硬山顶。

## 壁画
太平天国侍王府共发现壁画119幅，彩画407幅，石雕、砖雕各11件，木雕526件。其中壁画主要集中在西院，以门厅和前厅最多，有表现王府威严的云龙图、太狮少狮图和太平有象图，表现太平天国政治和军事活动的王府图和望楼兵营图，表现民间生活的四季捕鱼图和樵夫挑刺图，表现神话传说的八仙同乐图、东方朔取桃图、刘海戏蟾图和黄初平叱石成羊图等。

## 文化
金华民间认为蒲松龄《聊斋志异》中聂小倩和宁采臣的故事即发生在侍王府后的永福寺，而当时作为金华府试院的侍王府正是宁采臣前往参加科举童试的考场（按原文“会学使案临”，此试应为童试中的第三试院试，由浙江学政主考）。此外文中记载宁采臣后考中进士（原文“后数年，宁果登进士”），但金华进士名录中并未出现宁姓进士，此不合之处被解释为故事传播时因口音而产生的笔误。现状在侍王府周围仍然保存了若干清代时为考生提供住宿的考寓（也称试馆），包括永康考寓、汤溪试馆、湘岩试馆、徐家古里和吴家试馆等。
- 永康考寓
- 湘岩试馆
- 徐家古里
- 吴家试馆